# Сражение при Эрпели (1823)
Сражение при Эрпели произошло в 1823 году в ауле Эрпели (ныне Буйнакский район Дагестана) между русскими войсками под командованием генерал-майора К. К. Краббе и восставшими кумыками (эрпелинцами и каранайцами) и аварцами (койсубулинцами) под командованием Умалат-бека.

## Предыстория
Российская империя, неуклонно расширявшая свое влияние в Дагестане, имела планы создать в Прикаспии оплот во владениях шамхала, для чего около столицы шамхальства была построена крепость Бурная. Разгромив и устранив непокорных феодальных владетелей (так, например, в 1819 году было разгромлено Мехтулинское ханство), командующий войсками в Дагестане А. П. Ермолов сумел создать стройную систему из лояльных России феодалов. Это позволило ему утверждать, что «нет более противящихся народов в Дагестане». Но на арену вышли широкие узденьские массы дагестанских ханств, недовольные как своими феодалами, так и русской администрацией. Кроме того, соперничество между знатнейшими владельцами местного края исключало их совместное пребывание под русским покровительством. Так, аварский хан Ахмед-хан (происходил из родственного шамхалам мехтулинского ханского рода) решил посадить на шамхальский трон Умалат-бека вместо слабовольного Мехти II. Подданные шамхала ненавидели и не уважали своего владельца. В такой ситуации восстание могло вспыхнуть в любой момент. Умалат-бек убил одного из высших царских чиновников в Дагестане, полковника Верховского. Смерть Ахмед-хана помешала совместному выступлению феодалов, но начались крестьянские волнения. Недовольные строгостью русского пристава, таркинцы убили его и двух казаков и, собравшись в количестве трех тысяч, атаковали крепость Тарки. Таким же образом и развивались события и в кумыкских аулах Эрпели и Каранай, в которых были убиты пристав, известный своими злоупотреблениями, и его переводчики. Против восставших была снаряжена экспедиция под командованием генерал-майора фон Граббе.

## Ход военных действий
Против восставших была снаряжена экспедиция под командованием генерал-майора фон Краббе, подкрепленная конницей шамхала Мехти II. Эрпелинцы и каранайцы обратились за помощью к вольному обществу койсубулинцев, славившихся своей непокорностью. 29 июля 1823 года фон Краббе штурмом взял аул Каранай, испепелив его. Главные силы мятежников расположились в Эрпели, более пригодном для защиты из-за его нахождения в лесистой местности, что ограничивало применение артиллерии. На следующий день фон Граббе напал на Эрпели, но встретил там упорнейшее сопротивление. Русским удалось овладеть половиной аула, однако к вечеру они были вынуждены поспешно отступить и преследовались горцами до самой Темир-хан-Шуры. По версии фон Краббе, все мятежники были истреблены, а аулы разрушены. Однако по оценке известного кавказоведа Н. И. Покровского генерал-майор потерпел под Эрпели жестокое поражение. На неудачу похода фон Краббе обращали внимание В. А. Потто и английский учёный Джон Баддели.